# Курсанова, Марина Викторовна
Мари́на Викторовна Курса́нова (укр. Мари́на Ві́кторівна Курса́нова; 1 февраля 1963, Каспийск, Дагестанская АССР, РСФСР, СССР) — русская и украинская писательница, поэтесса, исполнительница собственных песен в жанрах авторской и популярной песни, шансона, этно и рок-баллад.

## Биография
Родилась 1 февраля 1963 в г. Каспийск в Дагестане. Закончила Украинский полиграфический институт им. Ивана Федорова. Живет во Львове (Украина).
Дебютировала как поэт в журнале «Родник» (Рига, 1989). Поэзия Марины Курсановой публиковалась в коллективных сборниках и «Книге соблазнённых поэзией» (составленной из стихов львовских поэтов) из проекта «Библиотека утопий» (Москва, 2000). Отдельная книга поэзии «Лодка насквозь» вышла во Львове в 1995). Проза и поэзия также публиковались в журнале «Знамя». Лауреат премии журнала «Знамя» 2003 года за публикацию «Птенцы летят следом…» Путеводитель по литературной карте Львова) . Некоторые рассказы Марины Курсановой были переведены на шведский язык. Она также вела телепрограмму на Львовском областном телевидении.
В 2000 году Марина Курсанова опубликовала два романа в жанре иронического детектива. В романе «Любовь пчёл трудовых» она развивает тему современной бизнес-леди и соединяет серьёзную прозу с занимательным сюжетом и всей атрибутикой детектива. Роман «Список мёртвых мужчин» — это также иронический детектив с элементами мелодрамы, действие которого происходит в наши дни.